# Dány
Dány är en ort i Ungern.   Den ligger i provinsen Pest, i den centrala delen av landet, 40 km öster om huvudstaden Budapest. Dány ligger 163 meter över havet och antalet invånare är 4 378.
Terrängen runt Dány är platt, och sluttar österut. Runt Dány är det ganska tätbefolkat, med 160 invånare per kvadratkilometer. Närmaste större samhälle är Gyömrő, 14,8 km sydväst om Dány. Trakten runt Dány består till största delen av jordbruksmark.